# آلوین سارمینتو
آلوین سارمینتو (انگلیسی: Alvin Sarmiento؛ زادهٔ ۶ مهٔ ۱۹۹۳) بازیکن فوتبال اهل بریتانیا است.
وی همچنین در تیم ملی فوتبال فیلیپین بازی کرده‌است.